# باب شیلر
باب شیلر (انگلیسی: Bob Schiller; ۸ نوامبر ۱۹۱۸ – ۱۰ اکتبر ۲۰۱۷) فیلم‌نامه‌نویس اهل ایالات متحده آمریکا بود. وی همچنین برندهٔ جوایزی همچون جوایز امی ساعات پربیننده و جایزه امی ساعات پربیننده برای نویسندگی مجموعه کمدی شده‌است.